# Estońska deklaracja niepodległości

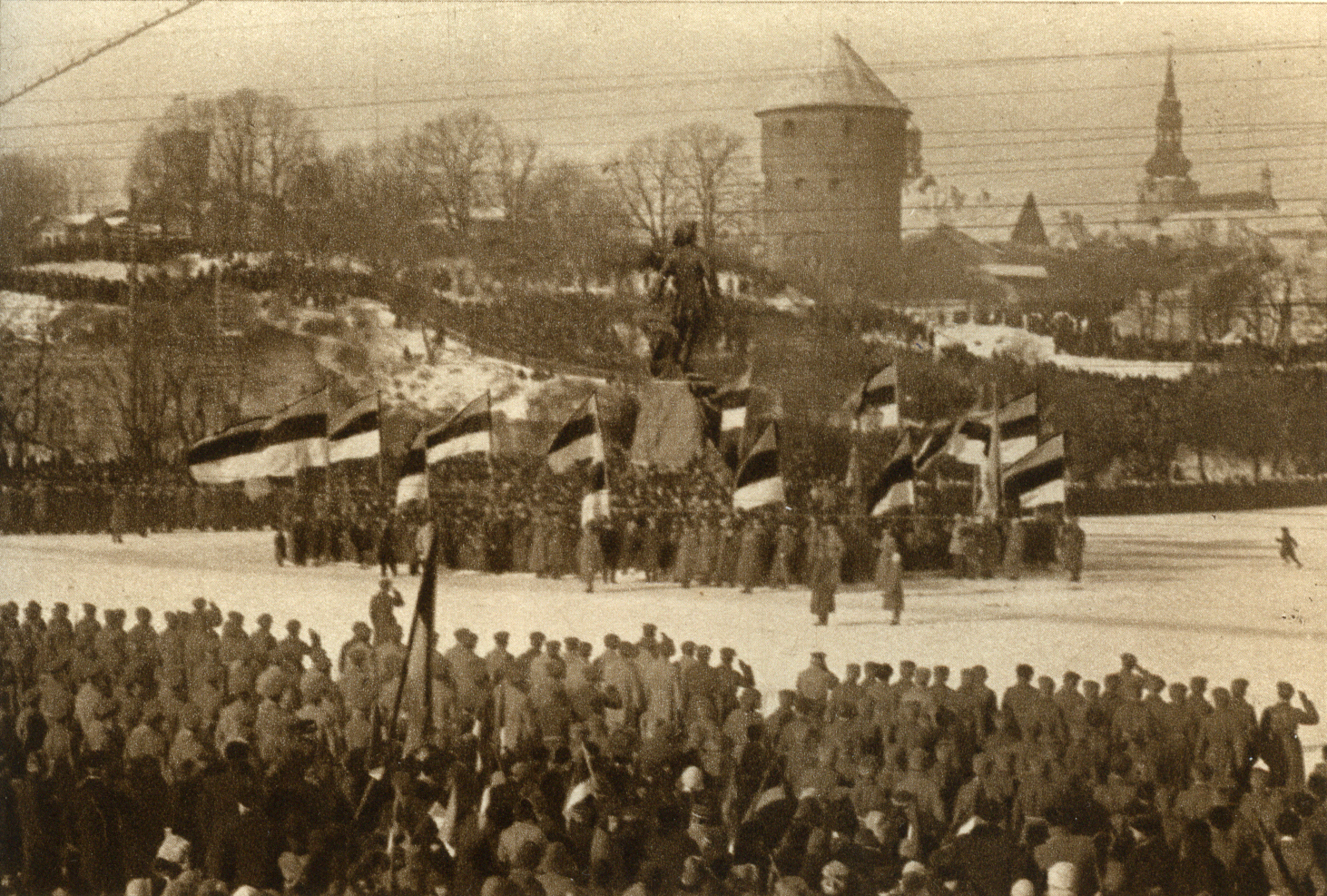
Obchody pierwszej rocznicy ogłoszenia niepodległości, Tallin, 24 lutego 1919

Estońska deklaracja niepodległości (także Manifest do ludu Estonii, est. Manifest kõigile Eestimaa rahvastele) – akt proklamujący powstanie niepodległej Republiki Estonii, wydany 24 lutego 1918.
Początkowo planowano go ogłosić 21 lutego, ostatecznie jednak zrobiono to 23 lutego wieczorem w Parnawie (Pärnu), a następnego dnia w stolicy, Tallinnie.
Deklarację ogłoszono po wycofaniu się z Estonii Rosji, gdy kraj znalazł się pod administracją niemiecką. Niemcy nie uznali od razu estońskiej deklaracji niepodległości i dopiero po rewolucji w Niemczech, w połowie listopada 1918, formalnie przekazali władzę rządowi estońskiemu. Dopiero zaś 2 lutego 1920, po wojnie z bolszewikami zawarto traktat w Tartu, stwierdzający rosyjskie uznanie niepodległości Estonii. Nowe państwo uzyskało powszechne uznanie międzynarodowe i w 1921 roku zostało przyjęte do Ligi Narodów.
Dzień 24 lutego jest obchodzony w Estonii jako Dzień Niepodległości.